# Blechnum gracile
Blechnum gracile là một loài thực vật có mạch trong họ Blechnaceae. Loài này được Kaulf. mô tả khoa học đầu tiên năm 1824.